# Thalattoscopus bloetella
Thalattoscopus bloetella är en insektsart som beskrevs av Evans 1972. Thalattoscopus bloetella ingår i släktet Thalattoscopus och familjen dvärgstritar. Inga underarter finns listade i Catalogue of Life.